# Achmét Chatzí Osmán
Achmét Chatziosmán (turc : Ahmet Hacıosman, grec moderne : Αχμέτ Χατζηοσμάν) est un homme politique grec.

## Biographie
Aux élections législatives grecques de 2004, il fut élu député au Parlement grec pour le Mouvement socialiste panhellénique (PASOK). Aux élections législatives grecques de juin 2012, il fut réélu député, membre du Parti de l'égalité, de la paix et de l'amitié.